# Época del Campeonísimo del Club Deportivo Guadalajara
El Campeonísimo fue el mote que se le dio al equipo del Club Deportivo Guadalajara entre los años de 1956 a 1965, esto debido a su gran juego y a la cantidad de títulos tanto nacionales como internacionales que lograron; entre estos están 7 títulos de Primera división mexicana, 6 Campeón de Campeones, 1 Copa México y 1 Copa de Campeones de la CONCACAF, todo en menos de 9 años.

## Historia
La historia del campeonísimo inicia en la segunda mitad de la década de los 50's, llegaría Federico González a la presidencia Club Guadalajara, con ello la era de sequía y del mote "ya merito" llegó a su fin. En esa época surgieron y se formaron los hombres que en pocos años iban a estructurar el equipo al que se le llamaría el "Campeonísimo". Estos jugadores fueron el "Jamaicón" Villegas, "Bigotón" Jasso, Salvador "Chava" Reyes, entre otros.
Al final de la temporada 1954-55, los restos del "Ya merito" vieron luz por última vez, se retiraron jugadores legendarios como Javier de la Torre y Tomás Balcázar, José Casullo fue cesado del banquillo de entrenador y esto orilló a que el mismo Javier de la Torre recién retirado se hiciera cargo del equipo como entrenador interino. Para el torneo 1956-57 se mantuvo a de la Torre como entrenador provisional mientras llegaba el señor Donaldo Ross de Uruguay, quién se haría cargo del equipo en esa temporada. Logró acoplar un gran equipo con hombres como "El Tigre" Sepúlveda, Nuño y Villegas en la defensa, en el medio campo el "Bigotón" Jasso y Rivera, mientras que en la delantera Crescencio Gutiérrez, Francisco Flores, "La Pina" Arellano, Héctor Hernández, y el goleador "Chava" Reyes.
La temporada inició el 4 de julio de 1956, con triunfo ante el Necaxa 1-0, el gol lo marcaría Salvador Reyes. Ese triunfo fue indicio de que una buena temporada se acercaba, marcadores como el 7-0 propinado al Club América, acérrimo rival del Guadalajara, hicieron que al llegar al último partido solo se necesitara un triunfo para ser campeones, ahora dependían de ellos mismos y no de otros resultados como en temporadas pasadas. Fue así, que la noche del 3 de enero de 1957 se jugó el último juego de la temporada en el parque de Oblatos contra el Irapuato FC, y con un final cardíaco y gol de último minuto de Chava Reyes el Guadalajara consiguió el primer campeonato de su historia profesional y así mismo el primer título del campeonísimo. La siguiente temporada de 1957-58 cayeron al tercer lugar, siendo ahora el entrenador Arpad Fekete, no pudieron mantener el título pero la base estaba formada.
El Segundo título lo ganaron en la temporada 1958-59. Sólo faltaban tres fechas para que concluyera el torneo y las Chivas ya le sacaban 4 puntos de ventaja al Club León y con un triunfo se coronaban. El 8 de enero de 1959 jugaron contra el Atlante, con 2 puntos de ventaja sobre el segundo lugar. Vencerían 4-0 al Atlante con goles de Raúl "Pina" Arellano, Juan "Bigotón" Jasso y Chava Reyes que anotaría 2.
De nueva cuenta bajo el mando de Arpad Fekete consiguieron el tercer campeonato en la temporada 1959-60. En la última jornada Chivas tenía 36 puntos sólo a 2 puntos de ventaja del América que contaba con 34. El América jugaba contra el Atlas, mientras que las Chivas lo hacían contra el Necaxa. Así en la última jornada el América perdió 2-1, mientras que las Chivas ganaron 3-2 con goles de "El Chale" Héctor Hernández, autogol de De la Mora, y el gol del triunfo por conducto de "Chava" Reyes.
En la temporada 1960-61, logran el cuarto título y el tercero en fila en tan sólo cinco años. Cuando faltaban tres fechas para que concluyera el torneo, tenían ya el título seguro. El Deportivo Toluca fue el último escalón para la cuarta coronación. El partido terminó 3-2, con anotaciones de Chava Reyes, autogol de Romero y "El Mellone" Gutiérrez.
Para 1961 llega Javier de la Torre de nuevo a la dirección técnica. El quinto título se lograría nuevamente ante el Deportivo Toluca, el marcador fue 1-0 con gol anotado por Sabás Ponce, a pase de Javier Valle, con esto superaron al León y conquistaron su cuarto campeonato consecutivo el 24 de diciembre de 1961.
En la temporada 1962-63, las Chivas perdieron el campeonato y la oportunidad de lograr el quinto título consecutivo. Al llegar la última fecha de la temporada, el 20 de diciembre de 1962, el Oro estaba a un punto de las Chivas y tenían que enfrentarse entre sí. El partido se celebró el partido en el Estadio Jalisco y finalizó 1-0 a favor del Oro con gol del brasileño "Necco" al minuto 71.
En la temporada 1963-64 nuevos jugadores surgieron como los hermanos Ignacio y Carlos Calderón los llamados "Cuates", otros jugadores de renombre como Chaires, Sevilla, Villalobos, Trelles, Fletes y Valle entre otros, todo esto gracias a la confianza que el nuevo técnico De la Torre le dio a los jóvenes. El 29 de diciembre de 1963, el equipo vence 2-0 al Nacional, con goles de Chava Reyes y por Paco Jara y con esto el equipo se coronó de nuevo.
Para la temporada 1964-65, el Guadalajara iba como líder a 3 fechas del final con 37 puntos, seguido por el Oro apenas dos atrás y el Monterrey a tres. Al llegar la última fecha, sólo seguían en la pelea el Oro y las Chivas, al Guadalajara le bastaba sólo un empate para asegurar el campeonato y la mañana del 20 de diciembre de 1964 lo lograría, al enfrentar nuevamente al Nacional en el Estadio Jalisco, el marcador terminó empatado 1-1 con gol de Isidoro Díaz y con esto se logró el último título del llamado campeonísimo.

## Campeón de campeones de 1957
El Guadalajara aún celebraba su título de liga, cuando el cuadro partió rumbo a la capital de la República Mexicana el viernes 3 de mayo de 1957, para disputar el domingo 5 de mayo el partido de Campeón de Campeones contra el Club Zacatepec.
El cuadro rojiblanco, recién había sufrido la renuncia de su técnico uruguayo Donaldo Ross, por diferencias con la directiva encabezada por Evaristo Cárdenas, por lo cual se puso como técnico interino al Ing. Javier de la Torre, personaje que se volvería histórico en un futuro para el club guadalajarista. Por su parte el Zacatepec, venía de haber vencido sorpresivamente al León en la copa por marcador de 2-1.
Por parte del Guadalajara viajaron Jaime Gómez y Vicente González para la portería, para la defensa Pedro Nuño, Guillermo Sepúlveda y Lima, un joven sensación que pasaba por un gran momento que viajó debido a que José Villegas aún no había sido dado de alta por el Dr. Matute. Para el mediocampo iban Juan Jasso, Panchito Flores y José Cázares, para la ofensiva Isidoro Díaz, Salvador Reyes, Crescencio Gutiérrez, Sabás Ponce, Raúl Arellano, Tomás Balcázar y José Luis de la Torre. Completaron el grupo Javier de la Torre, Luis Satillán López y el Profesor Manuel Uriarte Tovar como cuerpo técnico, y como directivos encargados Evaristo Cárdenas y el Ing. Ignacio Magaña. Así como la porra popular encabezada por el señor José Luis Torres.
Ante una entrada de cincuenta mil aficionados, inició el partido en el Estadio Olímpico Universitario. El primer tiempo había terminado uno a cero a favor del Guadalajara, que en general se vio más dominador y peligroso; supo descifrar la cerrada defensa del Zacatepec, abriendo el juego por los extremos para dejar el terreno a los delanteros Gutiérrez, Ponce y Reyes.
El primer gol fue de Gutiérrez a los diecinueve minutos del primer tiempo, desviando con la cabeza un tiro libre de Nuño por una falta de Roca sobre Díaz. La bola entró bombeada y el portero Festa se quedó inmóvil. A los vientiocho del segundo tiempo Reyes fusiló a Festa para el segundo gol, y a los cuarenta y cuatro el zacatecano Cabañas anotó el del honor, rematando un tiro de Candía. El arbitraje fue por parte de Fernando Bruego quien tuvo una participación discreta.

## Pentagonales Internacionales de la Ciudad de México
Los pentagonales internacionales que se realizaban en la Ciudad de México eran una serie de partidos celebrados en el mes de febrero donde se enfrentaban los mejores equipos mexicanos a los mejores clubes sudamericanos y europeos de esos momentos. El primer torneo internacional en la Ciudad de México, no fue un pentagonal sino un cuadrangular y se realizó en el año de 1957, el Guadalajara tuvo participación en éste junto con el Club Atlético Peñarol, el Club de Fútbol Atlante y el Racing Club, siendo Peñarol de Uruguay quien se adjudicaría el título de campeón, seguido por Racing, Guadalajara y finalmente Atlante.
En 1958 el Club Guadalajara comenzó su participación en estos torneos, y ese mismo año se adjudicó el trofeo con sendos triunfos ante Botafogo por 2-0 y River Plate por 1-0, a quien le ganó con un tanto de "Mellone" Gutiérrez que batiría la portería defendida por Amadeo Carrizo, uno de los mejores porteros de la época y concerbero de la selección argentina. Después le ganarían al Deportivo Toluca entonces subcampeón de México, y finalmente enfrentaron al Zacatepec FC.
En 1960 el equipo fue invitado nuevamente, pero solo pudo rescatar una victoria sobre el Fluminense, con 3 goles de "Chava" Reyes, con lo que el marcador terminó 4-3 a favor de los rojiblancos. Para 1961 el título del pentagonal se repetiría, esta vez con dos victorias primero ante Necaxa 4-0 y después frente al Oro 1-0, un empate ante Santos FC de Pelé, y una derrota de 3-1 ante Independiente de Argentina, quedando así con 5 puntos superando a Santos que quedaría con 4.
Chivas siguió participando en estos torneos durante los años posteriores, en el mismo 1961 se realizó otro pentagonal en el que no tuvo tanta suerte y quedaría en tercer puesto; para 1963 jugó de nueva cuenta rescatando la victoria de 2-0 frente al Uda Duckla. En 1964 un triste pentagonal dejó el saldo de tres derrotas, un empate de 1-1 frente al São Paulo con goles de Bené y Reyes, y sólo una victoria frente al Partizan Beograd por marcador de 4-1, con goles de Francisco Jara, Arturo Chaires, José Luis Pérez y Salvador Reyes.
Para 1966, después de ausentarse un año, regresa al torneo esta vez consiguiendo un cuarto lugar lleno de empates, pues de nada sirvió la victoria 3-0 sobre el Vasco da Gama ya que el 4-4 frente a la Alemania Democrática, el 2-2 frente al Atlas y el 0-0 frente a América hicieron que el equipo se quedara en media tabla. En 1970 jugó su último pentagonal, consiguiendo una victoria sobre el Sparta de Praga, un empate frente a un combinado mexicano, y una derrota ante el Partizan Beograd.

## Campeón de campeones de 1959
El Guadalajara venia de haber obtenido el campeonato de liga y de participar en el torneo pentagonal internacional, mientras que fueron eliminados del Torneo de Copa por el León quien a su vez fue vencido en la final por el Zacatepec, quienes a la postre se convirtieron en los campeones de copa.
El Zacatepec resultaba como favorito, ya que contaría con cuadro completo sólo con la excepción del jugador Tedesco quien fue castigado, mientras que el Guadalajara sufrió la falta de cuatro titulares y del entrenador que había logrado el título de primera división, José Villegas, Francisco Flores, Héctor Hernández e Isidoro Díaz no participarían, los primeros dos suspendidos por el Tribunal de Penas, mientras que Díaz por una reciente lesión y Hernández por una operación en el hombro.
El partido se jugó el 3 de mayo de 1959, Guadalajara presentó un cuadro lleno de reservistas, pero logró derrotar por marcador de dos goles a uno a un cuadro del Zacatepec que se había adelantado en el marcador al primer tiempo, con gol del argentino Carlos Lara al minuto 31.
El empate rojiblanco llegó al minuto 26 del complemento, después de una falta de Raúl Cárdenas, Lima ejecutó tiro de castigo hacia Crescencio "Mellone" Gutiérrez quien cruzó el pase hasta Salvador Reyes para que éste aguantara la entrada de Ortiz y disparará hasta el fondo de la meta defendida por Festa.
El gol del triunfo se registró a los 30 minutos en una jugada personal de Sabás Ponce, poco tiempo después de la anotación Antonio Jasso golpeó a Juan Jasso, mientras que Raúl Cárdenas tumbo con una tijera a Raúl Arellano, ambas entradas causaron que el árbitro Manuel Alonso expulsara de los dos jugadores del Zacatepec.

## Pentagonales Internacionales de la Ciudad de Guadalajara
El Club Guadalajara también participó paralelamente en los pentagonales que se organizaron en la ciudad de Guadalajara, coronándose campeón en el III Pentagonal Internacional realizado en el año de 1962, estos fueron los resultados:
- Guadalajara - Universidad de Chile

Alineaciones
Guadalajara: Jaime "Tubo" Gómez, Arturo "Curita" Chaires, Guillermo "Tigre" Sepúlveda, José "Jamaicón" Villegas, Juan "Bigotón" Jasso, Panchito Flores, Isidoro "Chololo" Díaz, Salvador "Melón" Reyes, Héctor "Chale" Hernández, Crescencio "Mellone" Gutiérrez y Raúl "Pina" Arellano.
Universidad de Chile: Manuel Astorga, Luis Eyzaguirre, Humberto Donoso, Sergio Navarro, Carlos Contreras, Alfonso Sepúlveda, Rómulo Betta, Ernesto Álvarez, Honorio Landa, Jaime y Leonel Sánchez.
Al minuto 15 de acción, en una jugada que inició Jaime Ruiz, envía un pelotazo al extremo Leonel Sánchez, quien a base de velocidad se lleva al "Jamaicón" Villegas para soltar el disparo y anotar el primer gol poniendo en ventaja a los chilenos. Pero al minuto 31 en una jugada personal del "Mellone" Gutiérrez, logra sacarse a toda la defensa para finalmente darle la asistencia a Salvador Reyes quien únicamente se encargaría de empujar el balón y así decretar el 1-1 final.
- Guadalajara - Atlas

Alineaciones
Guadalajara: Jaime "Tubo" Gómez, Arturo "Curita" Chaires, Guillermo "Tigre" Sepúlveda, José "Jamaicón" Villegas, Juan "Bigotón" Jasso, Panchito Flores, Isidoro "Chololo" Díaz, Salvador "Melón" Reyes, Héctor "Chale" Hernández, Sabás Ponce y Raúl "Pina" Arellano.
Atlas: Carlos Pierin "Lalá", Juan Farfán, Jesús del Muro, Ignacio "Gallo" Jáuregui, Ricardo Zárate, Guillermo Castillo, Alfredo "Pistache" Torres, Dirceu "Cocoliso" Siqueira, Newton Gonsalvez "Grillo", Carlos González, Guillermo "Chato" Ortiz y Custodio Guimaraes
Desde el inicio el partido fue de pocas acciones peligrosas, pero al minuto 24 de la segunda parte el entonces refuerzo necaxista del Atlas, Guillermo Ortiz anotó el primer gol del encuentro, para que después al minuto 44 el "Chololo" Díaz empatara los cartones y decretara el 1-1 final.
- Guadalajara - Oro

Alineaciones
Guadalajara: Jaime "Tubo" Gómez, Arturo "Curita" Chaires, Guillermo "Tigre" Sepúlveda, José "Jamaicón" Villegas, Juan "Bigotón" Jasso, Javier Valle, Isidoro "Chololo" Díaz, Salvador "Melón" Reyes, Héctor "Chale" Hernández, Crescencio "Mellone" Gutiérrez y Javier "Cabo" Valdivia.
Oro: Antonio "Piolín" Mota, Gustavo "Halcón" Peña, Adhemar Barsellos, Víctor Chavira, Carlito Peters, Felipe "Pipis" Ruvalcaba, Carlos Zapata, Amaury Epaminondas, Edelson Portela, Manoel Tabares "Necco" y Ramiro "Loco" Navarro.
Arrancaron las acciones con dos oncenas muy parejas, al minuto 43 un pelotazo del mediocampista Javier Valle que el "Mellone" Guitérrez aprovechó para convertir el tanto de la diferencia. En el segundo tiempo el Oro tuvo la oportunidad de empatar, después de que Chaires cometió un penal al meter la mano, el encargado de tirar el penal fue el brasileño Epaminondas, quien lo fallaría enviando un globo a las manos del "Tubo" Gómez.
- Guadalajara - Flamengo

Alineaciones
Guadalajara: Jaime "Tubo" Gómez, Arturo "Curita" Chaires, Guillermo "Tigre" Sepúlveda, Ignacio Salas, Juan "Bigotón" Jasso, Javier Valle, Isidoro "Chololo" Díaz, Salvador "Melón" Reyes, Raúl "Pina" Arellano, Crescencio "Mellone" Gutiérrez y Javier "Cabo" Valdivia.
Flamengo: Fernando, Jouber, Jadir, Bolero, Carlinhos, Jordán, Gerson, Henrique, Diba y Babá.
El partido comenzó y de inmediato se detectó un juego reñido y brusco, lo que llevaría a que en el primer tiempo del encuentro se produjera la expulsión del brasileño Diba tras darle un golpe al "Bigotón" Jasso. En el segundo tiempo Héctor Hernández entró por el "Mellone", mientras que por los brasileños, Jair suplió a Henrique y Germano a Babá. Fue entonces que al minuto 9 del segundo tiempo el "Chololo" a pase de Salvador Reyes, anotaría el único gol del encuentro dándole la victoria al Guadalajara.
Con este triunfo el Guadalajara se coronó campeón del III Pentagonal Internacional en el estadio Jalisco, acumulando 6 puntos producto de 2 triunfos y 2 empates, 4 goles a favor por 2 en contra. Le siguieron Flamnego, Universidad de Chile y Atlas con 4 puntos, y por último el Oro con 2 unidades.

## Gira por El Salvador
Después de haber obtenido el título del Torneo de la Ciudad de Guadalajara en 1961, el cuadro rojiblanco partió rumbo a El Salvador donde jugaría un cuadrangular contra los equipos C.D. FAS, Deportivo Saprissa y Atlante de El Salvador.
El grupo que viajó, repleto de suplentes, estuvo compuesto por los porteros Jaime "Tubo" Gómez y Miguel "Chilaquil" López; los defensas Ignacio Sevilla, José Luis "Niño" Cuéllar, Ignacio Salas y José "Jamaicón" Villegas, los medios Juan "Bigotón" Jasso, Francisco Flores y Javier Valle, completando la lista los delanteros Raúl "Pina" Arellano, Javier "Cabo" Valdivia, Héctor "Chale" Hernández, Crescencio "Mellone" Gutiérrez, Isidoro "Chololo" Díaz, Francisco Jara, Guillermo Espinoza y José Ochoa.
En el partido inaugural el FAS derrotó a Saprissa por 2-0, mientras que Guadalajara perdió ante el Atlante salvadoreño por marcador de 3-1. Para la segunda jornada Saprissa goleo al Atlante salvadoreño por marcador de 5-2, mientras que el Guadalajara y FAS empataron a un gol por bando y finalmente en la última jornada el Guadalajara se alzó con la victoria.

## Copa Challenger
En 1943, cuando los equipos mexicanos optaron por organizar su fútbol de manera profesional, los hermanos Antonio y Jaime Arrechederra, antiguos jugadores del Real Club España, otorgaron a la Federación Mexicana de Fútbol una copa hecha de oro puro, para que fuera entregada únicamente a aquel equipo capaz de alcanzar la cantidad de tres campeonatos consecutivos o cinco en total alternados.
La Copa estuvo disputada desde el inicio de la Liga Mayor, el primero en acercarse a ella fue el Club León que con sus títulos consecutivos de 1947-48 y 1948-49, estuvo a sólo un título de alzarse con la copa, pero cuando el Veracruz ganó la liga en 1950 la racha de campeonatos del León se vio cortada y tendría que ganar tres títulos más para logra los cinco alternados y llevarse la Challenger.
Transcurrieron dos temporadas, y después de los títulos de Veracruz y Atlas, León volvería a ganar la liga logrando su tercer campeonato, pero no se encontraba sólo en la lucha pues su más cercano rival para llevársela era el Veracruz que contaba con dos títulos. En las siguientes tres temporadas hubo nuevos campeones, Tampico, Marte y Zacatepec se alzarían con la liga respectivamente; pero para la temporada 1955-56 el León ganaría nuevamente la liga, llegando así a cuatro títulos, nadie parecía estar más cerca de la copa que los esmeraldas.
Para la siguiente temporada el Guadalajara logró su primer título en la era profesional, coronándose sobre el Irapuato, los entonces dirigidos por Donaldo Ross no parecían ser un gran aspirante para llevarse la Copa Challenger, mientras que el León se alzó con la Copa México en 1958, por esto todo parecía indicar que era cuestión de tiempo para que los panzasverdes recibieran el honor de la Copa Challenger.
Pero fue entonces que surgió una gran camada de jugadores, la mayoría oriundos de Guadalajara que dieron grandes temporadas y lograron hacer del equipo del Guadalajara campeón por segunda ocasión en 1959, repitiendo la hazaña durante dos temporadas más logrando el tricampeonato consecutivo y arrebatándole la copa al León que durante años la merodeo, esto fue en 1961.

## Copa México 1962-63
Uno de los trofeos más codiciados por los rojiblancos, precisamente por no haber podido conseguirlo nunca, era la Copa México. Varias veces habían estado a punto de lograr sus deseos, pero siempre desfallecieron antes de llegar a la meta.
El fin al "Ya Merito" en el torneo de Copa llegó en el año de 1963, cuando tras eliminar al Tampico, al Nacional y al Oro, el Guadalajara se coronó campeón de copa venciendo al Atlante, que fue el otro finalista del torneo.
En este campeonato se llevó a efecto con la novedad de que los equipos podían hacer el cambio de dos jugadores, únicamente en el primer tiempo, Irapuato y Atlante obtuvieron su pase directo a los cuartos de final.
Los partidos que jugó el Guadalajara fueron en el siguiente orden. El domingo 21 de abril de 1963 en el Estadio Jalisco y con Ramiro García como árbitro enfrentó al Tampico quien impuso su jetatura sobre el Guadalajara, resultando vencedor con marcador de 3-2 gracias a que aprovechó mejor las oportunidades que se le presentaron para anotar, y a que se defendió gallardamente ante el agobiante asedio de los tapatíos. Los goles cayeron al minuto 3 del primer tiempo, Isidoro Díaz manda el centro y remata Héctor Hernández, al minuto 10 vendría el empate por conducto de Cuervo que mata con el pecho para luego fusilar, al minuto 36 Banda filtra y Sainr André cruza al ángulo para el 2-1 a favor del Tampico, al minuto 40 Javier Barba suple a Francisco Jara y al 43 Pérsico entra por Navarro. Para el segundo tiempo al minuto 27 Valdivia y Pérsico son expulsados por patearse y al minuto 42 Contreras anota el 3-1 burlando a José Villegas y a Jaime Gómez, finalmente al minuto 43 Salvador Reyes anota a pase corto de Hernández el marcador final de 3-2.
El juego de vuelta fue el 27 de abril en el Estadio Ejército Nacional, con Felipe Buergo como árbitro. Cuando nadie daba un comino por la victoria tapatía, tomando en cuenta el resultado del anterior cotejo, las Chivas se soltaron y sorprendieron con un triunfo que les permitió seguir en la contienda, los goles fueron al minuto 32 cuando Díaz cambia de juego, Mata fallo el despejo y Arellano bombea y anota, al minuto 40 disparo de Díaz pego en el larguero y Reyes cabecea para el 2-0, consiguiendo el pase a la siguiente fase.
La etapa de cuartos de final inició el domingo 5 de mayo en el Estadio Jalisco contra el Nacional, con Abel Aguilar Elizalde como árbitro, en un partido malo de lucha sorda y reciedumbre de las defensivas, se impusieron totalmente a los atacantes. Los goles cayeron al minuto 20 y 34 del segundo tiempo, el primero de Salvador Reyes y el segundo de La Pina Arellano al eludir a Albertinho portero del Nacional.
El segundo encuentro contra los Pericos fue el jueves 9 de mayo en el Estadio Jalisco con Alfonso Herrera como árbitro. Con un marcador abultado de 4-0 el Guadalajara se convirtió en el primer semifinalista, los rojiblancos dominaron todo el tiempo, el primero gol cae al minuto 12 del primer tiempo anotado por Díaz a pase de Barba, el segundo fue al minuto 28 por parte de Valdivia y el tercero al 44 de Días a pase de Reyes. En el segundo tiempo al minuto 42 Hernández fusila a Albertinho y al 43 Bazán y Díaz son expulsados por intento de riña.
La semifinal contra el Oro inició el domingo 19 de mayo en el Estadio Jalisco, el árbitro fue Fernando Buergo que tuvo un trabajo muy errático. El Oro careció de sus titulares Ascencio, Felipe Ruvalcaba y Chavira lo que facilitó el dominio del Guadalajara. Los goles cayeron al minuto 15 por parte de Necco que puso en ventaja al Oro, al minuto 23 Salvador Reyes empataría a pase de Moreno, al minuto 40 Valdivia anotaría pero sería anulado por carga al portero. En el segundo tiempo Villegas del Guadalajara es expulsado al minuto 3 por patear al Tepo, y al minuto 23 Peña y Valdivia empiezan una pelea y el árbitro expulsa a Peña, y finalmente al minuto 30 Arellano remata el gol del triunfo a pase de Chaires.
El segundo encuentro de la semifinal se realizó el 26 de mayo en el Estadio Jalisco con Héctor Ortiz como árbitro. El público protesto cuando se dio cuenta de que el Oro jugaría sin Ascencio, Felipe Ruvalcaba, Amaury y  Nicola, se dio un dominio rojiblanco a lo largo de todo el partido resultando en un marcador abultado de 3-0, los goles fueron al minuto 30 cuando Moreno dispara desde treinta metros rebotando en Necco lo que hace que se desvie y entre a la portería, al minuto 23 del segundo tiempo Reyes anotaría el 2-0 y el 3-0 al 32 de tiro penal.
La gran final de copa se jugó el domingo 2 de junio de 1963 en el Estadio Universitario, el árbitro fue Fernando Buergo. El juego resultó ser duro pero limpio, mareaje tremendo de los azulgrana pero con mayor clase impuesta por el Guadalajara, que fue superior. El primer gol cayó al minuto 35 del primer tiempo, cuando Díaz pasa a Arellano, éste adelanta a Barba por la banda izquierda, quien retrasa para que Díaz remate cruzado de aire, al minuto 37 centro Arellano, Oremño despeja débilmente, Valdivia contra remata pero Majewski rechaza en corto, esto es aprovechado por Barba para marcar el 2-0. El gol atlantista cae al minuto 31 del segundo tiempo cuando Roca sube por la banda izquierda y centra alto, Ignacio Sevilla titubea y Carlo Chavaño remata entre Salas y el propio Servilla, Guadalajara pudo aumentar la ventaja pero Hernández falló un penal al minuto 34.
La alineación del Guadalajara campeón ese día fue la siguiente: Jaime Gómez en la portería, Arturo Chaires, Ignacio Sevilla e Ignacio Salas en la defensa, Juan Jasso y Agustín Moreno en el medio campo, Javier Barba, Salvador Reyes, Isidoro Díaz, Javier Valdivia y Raúl Arellano en la delantera.

## Gira Europea de 1964
Después de lograr el título de la temporada 1963-64, el Club Guadalajara se decide a emprender un viaje al continente europeo para jugar una serie de 10 encuentros contra equipos de diversas localidades, convirtiéndose así en el primer equipo mexicano en realizar una gira por el Viejo Continente. La travesía abarcaba jugar los diez encuentros en cinco distintos países, cuatro en España, tres en Francia y un encuentro en Bélgica, Alemania y Checoslovaquia, a lo largo de los meses de abril y mayo de 1964. El grupo que viajó estuvo compuesto por veinte jugadores, el entrenador del equipo Javier de la Torre, un preparador físico, cinco oficiales del club: Jorge Agnesi, Evaristo Cardénas, Clodomiro Martínez y Manuel Ruiz; y tres periodistas.
El avión de Iberia partió a las 13:00 horas de la ciudad de Guadalajara, en las primeras horas del 29 de abril de 1964 el grupo llegó a la ciudad de Barcelona, España; ciudad donde un día después habría de disputar su primer encuentro contra los Blaugranas del Fútbol Club Barcelona, equipo que en ese entonces se alzó como subcampeón de la Liga española de fútbol perdiendo únicamente un encuentro contra el Real Madrid. Este partido hizo que el equipo rojiblanco dejara una gran impresión en la prensa catalana, ya que después de ir perdiendo por marcador de 2-0, el equipo se repuso y lograría rescatar un empate a 2 anotaciones por bando, siendo Ignacio Calderón el llamado jugador del partido.
La gira continuó por España, después de 10 horas de viaje, el 3 de mayo los rojiblancos disputaron un partido en Gijón en contra del Real Sporting de Gijón. El rendimiento del equipo se vio afectado en gran medida por la tensión que causó las fallas técnicas que presentaron a lo largo del viaje y el partido concluyó con un empate a 1 tanto, siendo superior el equipo mexicano que fue reconocido por el entonces entrenador del Gijón, José Luis Molinuevo.
Esa misma tarde después del encuentro ante el Gijón, el equipo emprende el viaje de Madrid a Sevilla, ciudad donde disputaría el 6 de mayo un partido contra el Sevilla Fútbol Club que había terminado como noveno en la liga española y era extremamente fuerte en casa, donde ni el Real Madrid campeón de la liga ese año, pudo ganarle. Para los sevillistas el juego parecía ganado pero después de que Salvador Reyes empató el marcador a 2 tantos al minuto 48, el juego empezó a tornarse violento y al final el Sevilla se lleva el partido ganándolo 3-2.
La mañana siguiente partieron de territorio español rumbo a territorio galo, tomaron un aeroplano hacia Bruselas, para después llegar a Lille, Francia. El día 9 de mayo fue la fecha del encuentro y el rival fue el Lille Olympique Sporting Club, equipo que recientemente había ascendido a la principal liga de Francia, después de haber dominado la temporada 1963-64 de la Ligue 2. En este partido el entrenador De la Torre decidió utilizar a 5 reservas que viajaron con el equipo, debido a que no quería arriesgar a sus jugadores titulares a una mayor lesión después de que en el juego contra Sevilla hubo roces peligrosos, el partido terminó con el marcador 1-0 a favor del Guadalajara, con una jugada fabricada por 2 reservistas, el pase fue puesto el "Chato" Ortiz mientras que Raúl Chávez fue quien definió.
Una vez concluido el encuentro ante el Olympique, Chivas regresó a Bélgica para disputar un encuentro ante el Standard Liège el día 12 de mayo en la ciudad de Lieja. El Standard había terminado en el tercer puesto de la liga de Bélgica en la última temporada por lo que el encuentro parecía resultar más difícil de lo que fue, el Guadalajara dominó totalmente el partido de inicio a fin, sin embargo el marcador final únicamente fue 1-0 a su favor, con gol de Salvador Reyes a pase de Sabás Ponce, esto debido a que el portero Nicolay del Standard tuvo una gran actuación.
En este punto la gira empezó a tornarse más intensa y el descanso parecía escasear, los viajes y los juegos cada 3 días empezaron a afectar al equipo y esto se vio reflejado en su rendimiento, el Guadalajara no lograría recuperar el buen desempeño que mostró en los primeros encuentros.
Para la segunda mitad de la gira, el equipo viaja al Oriente de Europa y el día 15 de mayo se enfrenta en Bremen, Alemania al Werder Bremen, equipo que lograría el título de la liga temporada 1 año después. El partido se inclinó rápidamente a favor de los alemanes, colocándose 2-0 apenas en el primer tiempo. Chivas logró anotar en una ocasión colocando los números finales 2-1 a favor de los alemanes. En el reporte final de los periodistas, se mencionó que el equipo mexicano se vio afectado por las bajas temperaturas y el poderío físico de los jugadores alemanes.
El 18 de mayo en Bratislava, Checoslovaquia el Guadalajara se enfrentó al Slovan Bratislava, entonces subcampeón de la liga checoslovaca. El resultado fue un 1-0 en contra que demostró el mal momento físico por el cual pasaba el Rebaño; debido al retraso que se originó en el juego ante el Werder Bremen (debido a que el árbitro asignado no asistió), el equipo tuvo que realizar un viaje primero a Vienna para después ir a Bratislava donde se disputó el encuentro.
El grupo regresa a Francia y el día 20 enfrenta en Angers al Angers Angers Sporting Club de l'Ouest que había ocupado el décimo lugar en el campeonato francés, después en Ruan se enfrenta al Football Club de Ruan 1899 quien había ocupado el décimo-cuarto puesto en la liga francesa. Finalmente el 27 de mayo juega su último encuentro en Valencia, España contra el combinado Mestalla-Valencia, despidiéndose con una derrota de 2-1.
| Fecha       | Rival                  | Resultado |
| ----------- | ---------------------- | --------- |
| 30 de abril | Fútbol Club Barcelona  | 2-2       |
| 3 de mayo   | Real Sporting de Gijón | 1-1       |
| 6 de mayo   | Sevilla Fútbol Club    | 2-3       |
| 9 de mayo   | Lille Olympique        | 1-0       |
| 12 de mayo  | Standard Liège         | 1-0       |
| 15 de mayo  | Werder Bremen          | 1-2       |
| 18 de mayo  | Slovan Bratislava      | 0-1       |
| 20 de mayo  | Angers SCO             | 2-2       |
| 23 de mayo  | Rouen FC               | 1-1       |
| 27 de mayo  | Mestalla-Valencia      | 1-2       |

Plantel:
Ignacio "Cuate" Calderón, Arturo "El Cura" Chaires, Guillermo "Tigre" Sepúlveda, José "Jamaicón" Villegas, Juan "Bigotón" Jasso, Agustín Moreno, Ignacio Salas, Javier Valdivia, Sabás Ponce, Javier Barba, Isidoro "Chololo" Díaz, Héctor Hernández, Salvador Reyes, Francisco Jara. Se llevaron como refuerzos a Gustavo "El Halcón" Peña (Oro), Antonio "Toño" Munguía (Necaxa), Guillermo "El Chato" Ortiz (Necaxa), Jesús Del Muro (Atlas), Raúl Chávez (Monterrey) y Arturo Jáuregui.
- Estadísticas:

Encuentros ganados: 2
Encuentros empatados: 4
Encuentros perdidos: 4
Goles a favor: 12
Goles en contra: 14

## Ídolos del campeonísimo
Entre las figuras más importantes del "Campeonísimo" son recordados Salvador "Chava" Reyes, quien se uniformó en 169 partidos, Juan "Bigotón" Jasso hizo lo mismo en 163 encuentros, José "Jamaicón" Villegas en 160 partidos e Isidoro "Chololo" Díaz en 154 juegos, todos ellos participaron en los 7 títulos del Campeonísimo. Sabás Ponce con 123 partidos, también lograría 7 campeonatos e incluso llegó al 8.º en 1969, al igual que Villegas.
Por otro lado, encontramos a Jaime "Tubo" Gómez, que con 126 encuentros pudo obtener 6 títulos, ausentándose únicamente en el último título de esta etapa en la temporada 1964-65 cuando Gilberto Rodríguez defendía el arco. Guillermo "Tigre" Sepúlveda con 124 juegos, Héctor Hernández con 93 cotejos y Raúl "Pina" Arellano con 86 intervenciones, lograrían también los 6 campeonatos. También encontramos a Crescencio "Mellone" Gutiérrez quien jugó 86 encuentros y ganó cinco títulos.
| Jugador              | Juegos Jugados | Campeonatos |
| -------------------- | -------------- | ----------- |
| Salvador Reyes       | 169            | 7           |
| Juan Jasso           | 163            | 7           |
| José Villegas        | 160            | 7*          |
| Isidoro Díaz         | 154            | 7           |
| Jaime Gómez          | 126            | 6           |
| Guillermo Sepúlveda  | 124            | 6           |
| Sabás Ponce          | 123            | 7*          |
| Héctor Hernández     | 93             | 6           |
| Raúl Arellano        | 86             | 6           |
| Crescencio Gutiérrez | 86             | 5           |

* Lograron un octavo título en 1969 ya fuera de la etapa del Campeonísimo.
(Estos datos únicamente se refieren a la etapa del campeonísimo)